# Audrey Cordon-Ragot
Pour les articles homonymes, voir Cordon.
Audrey Cordon-Ragot, née le 22 septembre 1989 à Pontivy dans le département du Morbihan, est une coureuse cycliste française. Son palmarès comprend plusieurs titres de championne de France de cyclisme sur route, et sur piste. Sur le contre-la-montre, sa spécialité, elle est montée sur le podium national quatorze années de suite entre 2011 et 2024, décrochant le titre à sept reprises. Elle a également remporté l'Open de Suède Vårgårda en 2022, sa seule victoire sur une classique World Tour.

## Biographie

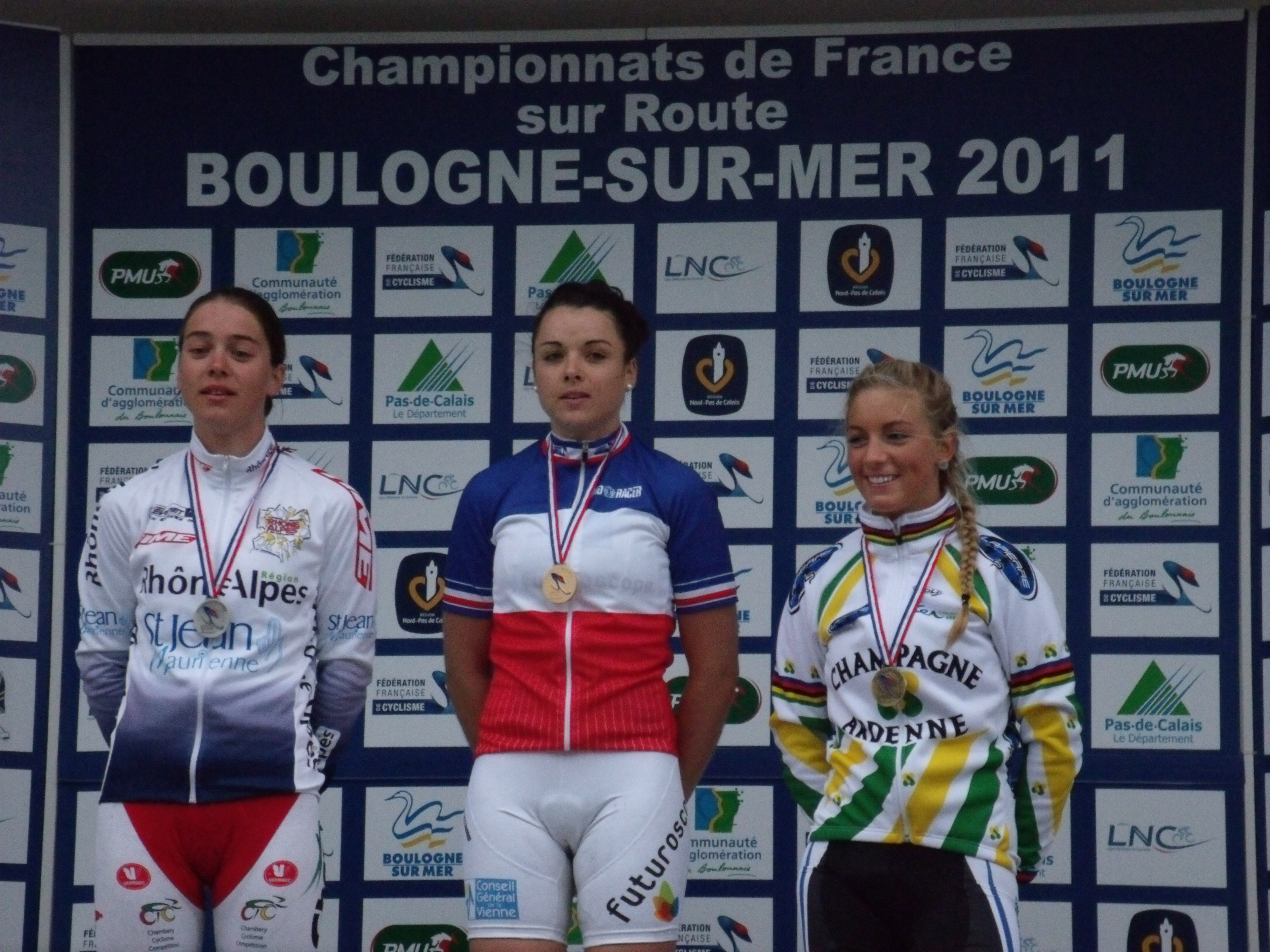
Amélie Rivat, Audrey Cordon et Pauline Ferrand-Prévot sur le podium des championnats de France sur route espoirs (2011).

### Débuts cyclistes et premières victoires
Audrey Cordon-Ragot baigne dans le milieu du cyclisme depuis sa plus tendre enfance avec son père et son oncle qui courent alors au niveau amateur. Dès l’âge de dix ans, elle commence à pratiquer le vélo dans les différentes catégories de l'école de cyclisme qu'elle fréquente.
Au cours de la saison 2006, et pour sa première année chez les juniors, elle monte sur la deuxième marche du podium de la course en ligne des championnats de France de l'avenir. Cette performance lui permet d'être sélectionnée pour les championnats du monde de cyclisme de sa catégorie.
En 2007, alors qu'elle est junior deuxième année, elle devient la meilleure junior française. Elle est sacrée championne de France du contre la montre et se classe quatrième du championnat d'Europe de la spécialité. À l'automne, elle remporte la première édition du Chrono des Nations-Les Herbiers-Vendée.

### 2008-2013: Vienne Futuroscope
L'équipe Vienne Futuroscope l'engage en 2008. Au mois de septembre Cordon obtient une médaille d'argent lors des championnats d'Europe de cyclisme sur piste espoirs en poursuite par équipes avec Elodie Henriette et Pascale Jeuland.
Au cours de la saison 2009 elle se classe troisième du championnat de France sur route espoirs.
Audrey Cordon occupe également cette position à l'issue du championnat de France sur route espoirs qu'elle dispute l'année suivante. Elle est également troisième de la Coupe de France féminine de cyclisme.
Les championnats de France de cyclisme sur route espoirs 2011 permettent à la coureuse bretonne de réaliser un doublé en s'imposant lors de la course en ligne et du contre-la-montre,. Cette année-là elle s'adjuge aussi la première étape du Tour de Charente-Maritime.
En 2012 elle remporte Cholet-Pays de Loire en s'échappant dans le dernier tour de circuit. En mai, elle gagne le Grand Prix de Plumelec en devançant au sprint Aude Biannic. Elle obtient une médaille d'argent  derrière Pauline Ferrand-Prévot au championnat de France du contre-la-montre. Elle est aussi troisième du Prix de la Ville de Pujols.
L'année 2013 voit Audrey Cordon s'adjuger le Tour de Bretagne et obtenir différents accessits sur des courses sur route comme lors de la course Cholet-Pays de Loire où elle finit deuxième.

### 2014: Hitec Products

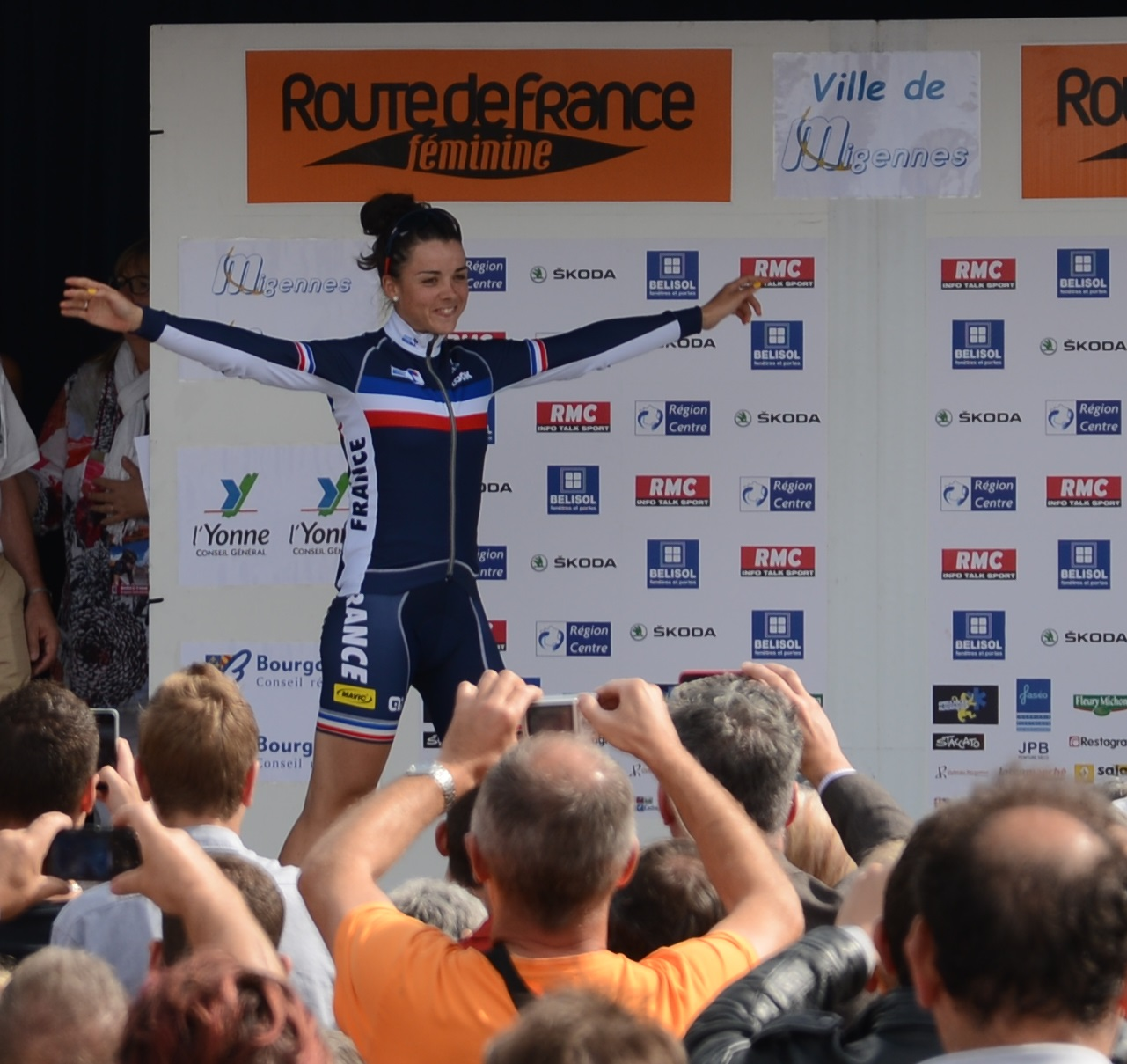
Audrey Cordon, sur le podium de la Route de France (2014).

Elle change d'équipe en 2014 et signe un contrat avec la formation norvégienne Hitec Products. Elle joue souvent un rôle d'équipière de luxe pour ses leaders et en particulier pour son amie Elisa Longo Borghini mais peut aussi bénéficier d'un statut de coureuse protégée par son équipe à l'occasion. En mars, Audrey Cordon  termine troisième de l'Omloop van het Hageland, quatre secondes derrière Elizabeth Armitstead et Emma Johansson,. Elle termine cinquième du Grand Prix de Cholet. Elle s'adjuge au cours de cette année le Grand Prix de Plumelec-Morbihan Dames, la Classic Féminine de Vienne Poitou-Charentes et des étapes lors de la Route de France (qu'elle termine en quatrième position) et le Tour de Bretagne. Aux championnats du monde de cyclisme sur route 2014 elle se classe seulement 23e du contre-la-montre féminin mais se révèle d'une aide précieuse pour Pauline Ferrand-Prévot qui devient championne du monde lors de la course en ligne en battant au sprint Lisa Brennauer et Emma Johansson.

### 2015: Wiggle Honda Pro Cycling
En 2015 elle est membre de la formation Wiggle Honda Pro Cycling, toujours aux côtés d'Elisa Longo Borghini,. À Cholet-Pays de Loire, elle s'échappe en compagnie d'Amélie Rivat et Miriam Bjornsrud et les bat au sprint. Au mois de juin elle s'empare du titre de Championne de France du contre-la-montre à Chantonnay en Vendée. Elle devance à cette occasion Aude Biannic et la tenante du titre Pauline Ferrand-Prévot. En fin de saison elle est sélectionnée pour les championnats du monde de cyclisme sur route à Richmond.

### 2016: Wiggle High5
Le 30 janvier, elle se casse la clavicule lors du cyclo-cross de Taupont.

### 2017: Wiggle High5
À l'Amstel Gold Race, dans la deuxième ascension du Cauberg, un groupe de huit coureuses dont Elisa Longo Borghini s'échappe. Il est rapidement repris. Amy Pieters place ensuite un contre. Elle est rejointe par Audrey Cordon, Roxane Fournier et Tetiana Riabchenko. Le peloton les reprend au pied de la troisième montée du Cauberg. Elle se classe douzième,,. Elle est ensuite onzième de la Flèche wallonne puis seizième de Liège-Bastogne-Liège.
Audrey Cordon conserve son titre de championne de France du contre-la-montre. En octobre, elle s'impose sur le Chrono des Nations-Les Herbiers-Vendée.

### 2018: Wiggle High5
À l'Amstel Gold Race, le passage du Keutenberg au kilomètre cinquante-quatre provoque une sélection. Un groupe de huit coureuses se forme à son sommet. Il contient notamment Audrey Cordon. L'avantage de l'échappée monte à deux minutes trente. Dans l'avant-dernière montée du Cauberg, Chantal Blaak accélère et n'est suivie que par Alexis Ryan puis par Amanda Spratt. Derrière, Brand, Cordon et Markus allient leurs forces et reviennent sur la tête. Audrey Cordon place alors une attaque, mais Chantal Blaak prend ses responsabilités et la rattrape. Dans le final, Audrey Cordon prend la tête du groupe afin d'éviter le retour de Lotta Lepistö et Giorgia Bronzini. Audrey Cordon se classe finalement sixième,. En juin, elle conserve son titre du contre-la-montre.
En août, lors des championnats d'Europe sur route, Audrey Cordon se classe quatrième du contre-la-montre individuel. En septembre, à la Madrid Challenge by La Vuelta, la formation Wiggle High5 est deuxième du contre-la-montre par équipes inaugural dix-huit secondes derrière la formation Sunweb. Sur la course en ligne, à mi-course, Rossella Ratto attaque. Elle est rejointe par diverse coureuses. Elles sont dix-neuf et compte jusqu'à une minute d'avance. Ellen van Dijk, Audrey Cordon et Ilaria Sanguineti engrangent les points et bonifications des sprints intermédiaires. Ce groupe se dispute la victoire. Audrey Cordon est cinquième du sprint. Grâce aux bonifications, elle est troisième du classement général final. Au Chrono des Nations, Audrey Cordon est troisième, trente-cinq secondes derrière Olga Zabelinskaïa.

### 2019-2022: Trek-Segafredo
Au Drentse 8, la formation Trek profite du vent fort pour provoquer un coup de bordure à mi-course avec Lotta Lepistö, Ellen van Dijk et Audrey Cordon-Ragot à la manœuvre. Elles sont alors quatorze en tête. Leur avance sur un peloton démobilisé monte rapidement et atteint douze minutes à l'arrivée. À partir de douze kilomètres de l'arrivée, Audrey Cordon-Ragot et Ellen van Dijk attaquent à tour de rôle. Finalement, la Francaise parvient à sortir et s'impose en solitaire.
Elle fait partie de la formation Trek-Segafredo qui remporte le contre-la-montre par équipes de l'Open de Suède Vårgårda. Au Tour de Belgique, sur la première étape, à cinquante kilomètres de l'arrivée, Mieke Kröger attaque. Elle est accompagnée d'Audrey Cordon-Ragot, courant pour la France et de Lotte Kopecky. Leur bonne coopération leur permet de faire croître leur avance lors de l'étape. Dans le dernier kilomètre, Audrey Cordon-Ragot passe à l'offensive. Lotte Kopecky la marque et Mieke Kröger en profite pour contrer. Elle n'est plus revue. Grâce aux trois minutes d'avance de l'échappée, l'Allemande prend la tête du classement général. Audrey Cordon est cinquième de la dernière étape. Elle est troisième du classement général.

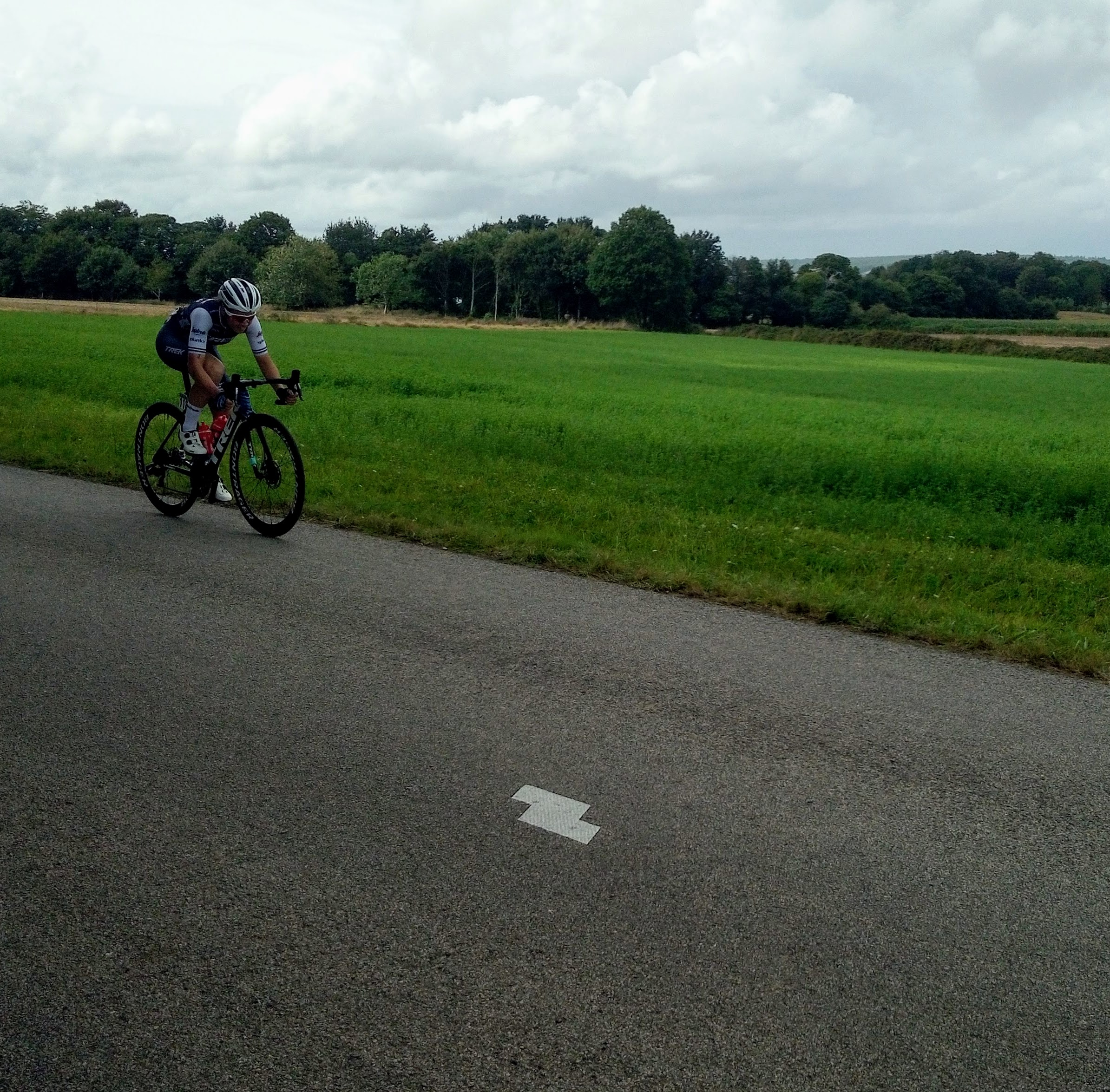
Audrey Cordon-Ragot aux championnats de France à moins d'un kilomètre de la ligne d'arrivée pour sa victoire.

À la fin du mois d'août 2020, elle est sélectionnée en équipe de France pour participer à l'épreuve de relais mixte des championnats d'Europe de cyclisme sur route organisés à Plouay dans le Morbihan. Elle se classe quatrième de cette course qu'elle dispute en compagnie de Kévin Vauquelin, Donavan Grondin, Julien Duval, Maëlle Grossetête et Eugénie Duval. En septembre, Cordon-Ragot est sélectionnée pour la course en ligne ainsi que le contre-la-montre des championnats du monde.
Fin août, aux championnats de France, une échappée de huit coureuses se forme à vingt-trois kilomètres de l'arrivée avec Audrey Cordon-Ragot. Malgré la présence de trois coureuses de l'équipe FDJ et trois coureuses de l'équipe Arkéa, elle parvient à distancer toutes ses adversaires à dix kilomètres de l'arrivée et s'impose seule. C'est son premier titre de championne de France sur route.
En novembre 2020, elle prolonge chez Trek-Segafredo jusqu'en 2022.
Au  Trofeo Alfredo Binda, Audrey Cordon-Ragot tente en début de course de s'échapper. À trois tours de l'arrivée, Pauliena Rooijakkers sort avec Tatiana Guderzo. Leur avance atteint vingt-six secondes. Dans la côte d'Orino, il descend à quelques secondes. Audrey Cordon-Ragot et Marta Cavalli font le bond vers l'avant, mais l'avance reste faible et elles sont reprises avant le passage sur la ligne. Au Tour des Flandres, au sommet du Kanarienberg, Audrey Cordon-Ragot sort seule. Audrey Cordon-Ragot est reprise au pied du Quaremont,.
Audrey Cordon-Ragot remporte le 17 juin 2021 le titre de championne de France du contre-la-montre devant Juliette Labous. Deux jours plus tard, elle termine deuxième de la course en ligne derrière Evita Muzic. « J'ai sprinté comme une bleue, comme une cadette », commente-t-elle.
Durant les Jeux olympiques 2020 à Tokyo, elle est consultante pour Eurosport et commente les épreuves de cyclisme sur route avec Jacky Durand et Guillaume Di Grazia.
À la Classique de Saint-Sébastien, Audrey Cordon rejoint l'échappée qui s'est formé dans Jaizkibel. Leur avance atteint deux minutes, mais, sous l'impulsion de l'équipe Movistar, n'est plus que de quarante secondes au pied de la dernière difficulté. Dans celle-ci, Audrey Cordon-Ragot attaque et n'est pas suivie. Annemiek van Vleuten et Ruth Winder la rejoignent puis la dépassent. Audrey Cordon-Ragot se classe huitième.
Aux championnats d'Europe, dans la descente du deuxième tour, elle attaque. Elle est reprise par le peloton mené par les Pays-Bas et la Belgique. À quatre-vingt kilomètres de l'arrivée, Audrey Cordon-Ragot réédite son attaque. Elle obtient vingt secondes d'avance, mais est de nouveau reprise. Elle est également active durant les championnats du monde.
Elle est sélectionnée pour la course en ligne et le contre-la-montre des championnats d'Europe 2022. Alors qu'elle devait partir avec l'équipe de France aux championnats du monde en Australie, elle est victime en septembre 2022 d'un accident vasculaire cérébral .

### 2023
En 2023, elle était censée être leader de la nouvelle équipe féminine B&B Hotels-KTM, dirigée par Jérôme Pineau. Début décembre 2022, il est annoncé que l'équipe n'est finalement pas financée, tandis que l'équipe masculine est dans le même temps dissoute. Dans une interview en janvier 2023, elle s'est plainte qu'elle et les autres athlètes avaient été dupé pendant des mois et elle reproche aux frères Pineau d'avoir caché la véritable situation du projet. Elle s'engage finalement avec l'équipe espagnole Zaaf Cycling Team.
Au début du mois d'avril 2023, Audrey Cordon-Ragot annonce démissionner de cette équipe à la suite de salaires impayés. Le 12 avril, à la suite d'une enquête, l'UCI autorise exceptionnellement les coureuses à s'engager dans d'autres formations sans attendre la date officielle du début du marché des transferts du 1er juin. Le 8 avril, elle signe chez Human Powered Health avec un rôle de leader. En août, elle est membre de l'équipe de France présente aux championnats du monde sur route. Elle s'adjuge la médaille d'argent du contre-la-montre par équipes en relais mixte avec ses équipiers d'un jour : Bruno Armirail, Rémi Cavagna, Juliette Labous, Bryan Coquard et Cédrine Kerbaol. Le mois suivant, elle devient championne d'Europe du contre-la-montre en relais mixte. En octobre, son contrat avec Human Powered Health est prolongé d'une saison.

### 2024: dernière saison chez les professionnelles et participation aux Jeux olympiques
Malgré un début de saison compliqué, la Fédération française de cyclisme la sélectionne fin mai pour les Jeux olympiques de Paris pour la course en ligne et le contre-la-montre individuel. Ce choix aux dépens d'une coureuse plus en forme comme Évita Muzic crée une polémique. Un mois plus tard, le 20 juin, Audrey Cordon-Ragot remporte un nouveau titre national du contre-la-montre avec près d'une minute d'avance sur sa dauphine. Elle déclare à l'arrivée : « Les concurrentes vont pouvoir dormir tranquille de savoir que celle qui va aux JO est capable de faire de grandes choses. J'ai beaucoup de respect pour toutes celles qui vont rester à la maison lors des JO ». Huit jours avant les Jeux à domicile, elle chute lors du Baloise Ladies Tour, mais s'en sort avec quelques contusions,. Elle se classe neuvième du contre-la-montre des Jeux olympiques et vingt-septième de la course en ligne après avoir travaillé pour ses leaders Juliette Labous et Victoire Berteau,.
Elle prend sa retraite sportive et quitte le peloton professionnel à l’issue de cette saison 2024.

### Reconversion professionnelle
En 2025, elle devient consultante pour Eurosport. Elle commente notamment le Tour d'Italie 2025.

## Palmarès sur route

### Par année
- 2007
  - Chrono des Nations-Les Herbiers-Vendée
- 2009
  - 3e du championnat de France sur route espoirs
- 2010
  - Coupe de France espoirs
  - 3e de la Coupe de France
  - 3e du championnat de France sur route espoirs
  - 3e du Prix de la Ville de Pujols
- 2011
  -  Championne de France sur route espoirs
  -  Championne de France du contre-la-montre espoirs
  - 3e du championnat de France du contre-la-montre
  - 1re étape du Tour de Charente-Maritime
- 2012
  - Coupe de France
  - Cholet-Pays de Loire
  - Classic Féminine de Vienne Poitou-Charentes
  - 2e du championnat de France du contre-la-montre
  - 3e du Prix de la Ville de Pujols
  - 3e du Grand Prix Fémin'Ain
- 2013
  - Tour de Bretagne
  - Classic Féminine de Vienne Poitou-Charentes
  - 2e du championnat de France du contre-la-montre
  - 2e de Cholet-Pays de Loire
- 2014
  - Grand Prix de Plumelec-Morbihan Dames
  - Classic Féminine de Vienne Poitou-Charentes
  - 4e étape du Tour de Bretagne
  - 5e étape de la Route de France
  - 2e du championnat de France du contre-la-montre
  - 3e de la Coupe de France
  - 3e du Omloop van het Hageland
  - 4e de la Route de France
- 2015
  -  Championne de France du contre-la-montre
  - Cholet-Pays de Loire
  - 2e du championnat de France sur route
- 2016
  -  Championne de France du contre-la-montre
  - 3e du championnat de France sur route
  - 5e du championnat d'Europe du contre-la-montre
- 2017
  -  Championne de France du contre-la-montre
  - Chrono des Nations-Les Herbiers-Vendée
  - Grand Prix de Trévé Le Menec
- 2018
  -  Championne de France du contre-la-montre
  - Grand Prix de Trévé Le Menec
  - 3e de la Madrid Challenge by La Vuelta
  - 3e du Chrono des Nations-Les Herbiers-Vendée
  - 4e du championnat d'Europe du contre-la-montre
  - 6e de l'Amstel Gold Race
  - 6e du Tour du Guangxi
- 2019
  - Tour de Bretagne
  - Drentse Acht van Westerveld
  - Grand Prix Trévé-Le Ménec-Loudéac
  - Contre-la-montre par équipes de l'Open de Suède Vårgårda
  - 2e du championnat de France du contre-la-montre
  - 3e du Tour de Belgique
- 2020
  -  Championne de France sur route
  - 3e étape du Tour cycliste féminin international de l'Ardèche
  - 1re étape du Tour d'Italie (contre-la-montre par équipes)
  - 2e du championnat de France du contre-la-montre
  - 5e du championnat d'Europe sur route
  - 10e du championnat d'Europe du contre-la-montre
- 2021
  -  Championne de France du contre-la-montre
  - 2e du championnat de France sur route
  - 8e de la Classique de Saint-Sébastien
  - 8e de Paris-Roubaix
- 2022
  -  Championne de France sur route
  -  Championne de France du contre-la-montre
  - Contre-la-montre par équipes de l'Open de Suède Vårgårda
  - Course en ligne de l'Open de Suède Vårgårda
  - 5e étape du Simac Ladies Tour (contre-la-montre)
  - 2e du Simac Ladies Tour
  - 2e du Circuit de Borsele (contre-la-montre)
  - 3e du Baloise Ladies Tour
  - 4e du championnat d'Europe du contre-la-montre
  - 10e de la Classic Lorient Agglomération - Trophée Ceratizit
- 2023
  -  Championne d'Europe du contre-la-montre en relais mixte
  -  Médaillée d'argent du championnat du monde du contre-la-montre en relais mixte
  - 2e du Circuit de Borsele
  - 2e de la Antwerp Port Epic Ladies
  - 2e du championnat de France du contre-la-montre
  - 3e du Women Cycling Pro Costa De Almería
  - 3e du Omloop van het Hageland
  - 4e du championnat d'Europe du contre-la-montre
- 2024
  -  Championne de France du contre-la-montre
  - 9e du contre-la-montre des Jeux olympiques

### Résultats sur les grands tours

#### Tour d'Italie
8 participations
- 2014 : 33e
- 2015 : abandon (2e étape)
- 2016 : 44e
- 2017 : 50e
- 2018 : 53e
- 2019 : 99e
- 2020 : hors délais (6e étape)
- 2023 : 52e

#### Tour de France
3 participations :
- 2022 : 78e
- 2023 : 33e
- 2024 : 93e

### Classements mondiaux
| Année                                 | 2008 | 2009 | 2010 | 2011 | 2012 | 2013 | 2014 | 2015 | 2016 | 2017 | 2018 | 2019 | 2020 | 2021 | 2022 | 2023 | 2024 |
| ------------------------------------- | ---- | ---- | ---- | ---- | ---- | ---- | ---- | ---- | ---- | ---- | ---- | ---- | ---- | ---- | ---- | ---- | ---- |
| Classement UCI                        | 222e | 155e | nc   | 273e | 85e  | 57e  | 29e  | 86e  | 129e | 44e  | 36e  | 66e  | 33e  | 62e  | 25e  | 47e  | 117e |
| UCI World Tour                        |      |      |      |      |      |      |      |      | 154e | 52e  | 30e  | 87e  | 87e  | 51e  | 18e  | 156e | 133e |
|                                       |      |      |      |      |      |      |      |      |      |      |      |      |      |      |      |      |      |
| Légende : nc = non classéSource : UCI |      |      |      |      |      |      |      |      |      |      |      |      |      |      |      |      |      |

## Palmarès sur piste

### Championnats d'Europe
- 2008
  -  Médaillée d'argent de la poursuite par équipes espoirs

### Championnats de France
- 2008
  - 3e de la poursuite individuelle
- 2012
  - 3e de la poursuite par équipes
  - 3e de la poursuite individuelle
- 2013
  -  Championne de France de poursuite par équipes
  - 2e de la course aux points

## Vie privée
Elle est mariée depuis le 10 octobre 2014 à Vincent Ragot, un coureur cycliste amateur.

## Distinctions
- 2025 :  Chevalière de l'ordre national du Mérite[54]